# Diego Mignone
Diego Cornejo Mignone (Quito, 1967), mais conhecido no mundo artístico como Diego Mignone, é um ator, produtor cinematográfico e ativista LGBT equatoriano. Ele atuou em séries de televisão como La Reina del Sur (2011) e em filmes como Translucid (2016) e La mala noche (2019). Ele também é um dos fundadores da União de Artistas e Autores Audiovisuais do Equador (UNIARTE - Sociedade de Gestão Coletiva) da Associação de Atores Audiovisuais do Equador (Uniactores).
No campo do ativismo, foi o criador do Grupo Tolerância, um dos grupos LGBT que atuaram pela descriminalização da homossexualidade no Equador. O grupo obteve sucesso em 25 de novembro de 1997, quando o Tribunal Constitucional declarou inconstitucional a lei que criminalizava as relações entre pessoas do mesmo sexo.

## Biografia

### Carreira artística
Estudou artes cênicas no Instituto Inicine no início dos anos 2000, viajando depois para a Colômbia para continuar se especializando no Instituto Charlotte. Mais tarde, Mignone decidiu continuar sua carreira de ator na Espanha, onde atuou em produções como Cazadores de hombres (2008), que foi ao ar na Antena 3; Yo soy Betty, la fea, onde interpretou o personagem do psicólogo Diego de la Vega; e em um episódio da série Hospital Central. Também atuou nos filmes Mileuristas (2008), The Sindone (2010), e El archivo Akásico (2012).
Em 2010, viajou para a Colômbia, onde foi contatado pelos produtores de La Reina del Sur para trabalhar na série. Nela, desempenhou o papel de Cucho Malaspina, um jornalista homossexual que entra na vida da protagonista, Teresa Mendoza, quando esta sofre um atentado. Após descobrir que Mendoza controlava um negócio internacional de narcotráfico, Malaspina decide torná-la famosa e é quem a batiza como "a rainha do sul". O sucesso da série foi o catalisador que permitiu a Mignone se dar a conhecer como ator no seu país natal e internacionalizar a sua carreira.
Mignone foi um dos fundadores da Associação de Atores Audiovisuais do Equador (Uniactores) e da União de Artistas Audiovisuais do Equador (Uniartes), que buscam melhorar as condições de trabalho dos profissionais de atuação e artistas audiovisuais equatorianos. Ele também foi presidente de ambas as organizações. Devido a esta posição, em 2015, ele participou das discussões na Assembleia Nacional do Equador para fornecer observações ao projeto de Código Orgânico da Economia Social do Conhecimento, que o legislativo estava debatendo naquela época.
Nos anos posteriores, atuou em filmes como Translúcido (2016), Agujero negro (2018) e La mala noche (2019).

### Grupo de Ativismo e Tolerância LGBT
Mignone ingressou no ativismo pelos direitos LGBT durante uma estadia na Holanda, país para onde viajou para fazer mestrado e onde se aproximou da organização LGBT COC Nederland, já que Mignone é homossexual.
Logo após seu retorno ao Equador, uma operação policial no Abanicos, um bar LGBT em Cuenca, ocorreu em junho de 1997, e os detidos sofreram uma série de abusos por parte das autoridades. Em resposta, Mignone escreveu uma carta anônima em favor da população LGBT, publicada pelo jornal El Comercio. Mignone assinou a carta como "Grupo de Tolerância", nome que ele criou na época da escrita.
Alexis Ponce, membro da Assembleia Permanente de Direitos Humanos, contatou Mignone pelo e-mail de onde ele havia enviado a carta. Mignone então reuniu vários de seus amigos LGBT e, sob o nome de Grupo Tolerância, eles se juntaram à campanha para alcançar a descriminalização da homossexualidade no Equador, que outras organizações LGBT estavam promovendo após a operação policial no Bar Abanicos.
Entre os membros do Tolerância estavam Roberto Izurieta e Milagros Torres, a única mulher lésbica visível no processo de descriminalização. Os membros do Tolerância ajudaram no processo de coleta de assinaturas, requisito para a propositura de uma ação judicial contra o artigo do Código Penal que criminalizava pessoas homossexuais. O Grupo Tolerância realizava a coleta principalmente em casas noturnas, tanto heterossexuais quanto LGBT.
Uma vez apresentada a ação no Tribunal Constitucional, sob o nome de Processo nº 111-97-TC, membros do Grupo Tolerância compareceram ao Tribunal juntamente com membros da fundação Fedaeps, onde se reuniram com membros do Tribunal para conversar com eles sobre a importância de aprovar a mudança legal e educá-los sobre a diversidade sexual.
Em 25 de novembro de 1997, o Tribunal Constitucional decidiu a favor dos demandantes e declarou inconstitucional o primeiro parágrafo do artigo 516 do Código Penal. Este ato legalizou a homossexualidade no Equador. Após a conquista, os membros do Grupo Tolerância se afastaram do ativismo.

## Filmografia

### Cinema
- 2008: Mileuristas
- 2010: The Sindone
- 2012: El archivo Akásico[22]
- 2016: Translúcido
- 2018: Agujero negro
- 2019: La mala noche

### Televisão
- 2011: La reina del sur